# Imam

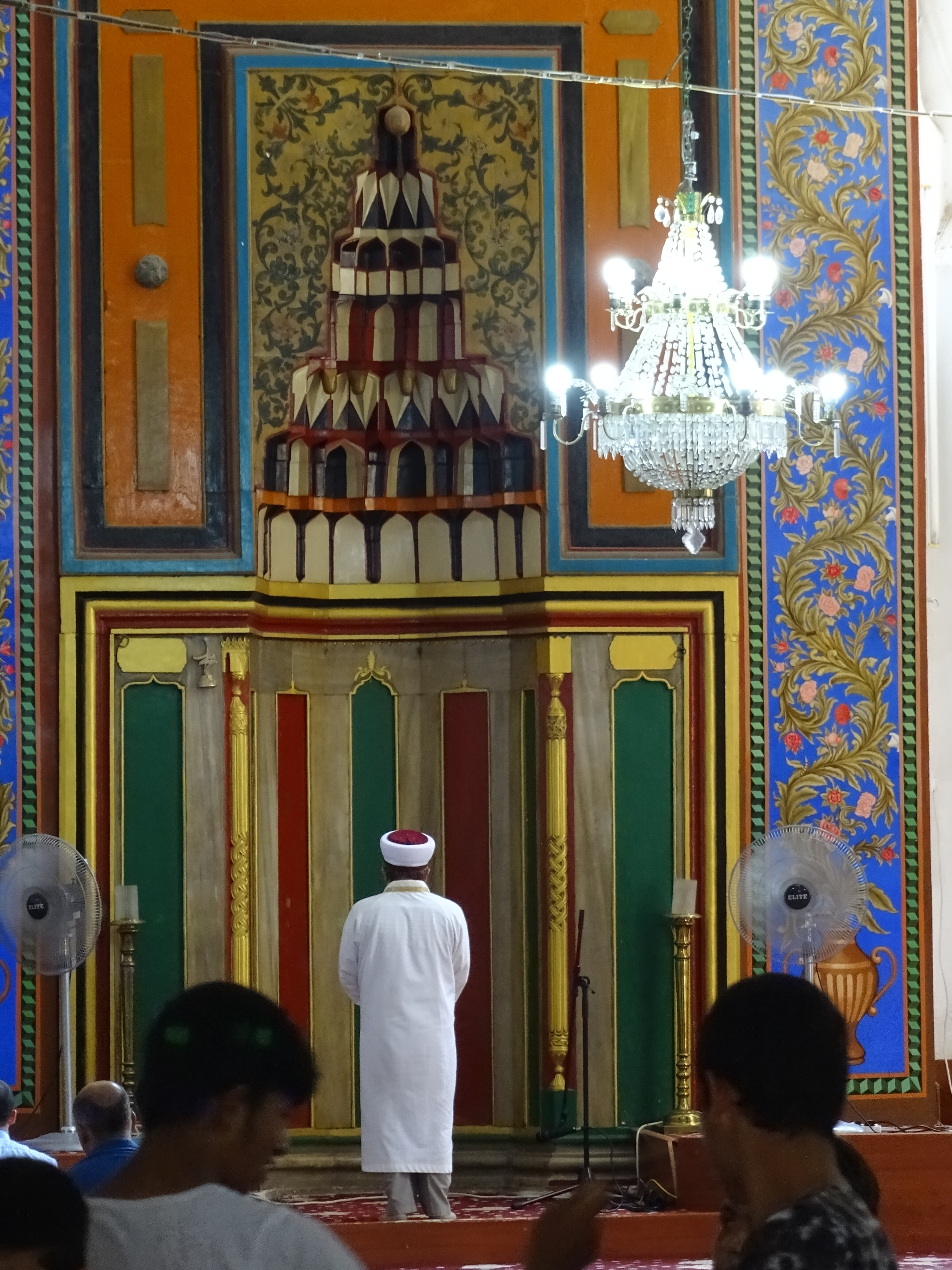
Ein Imam vor dem Mihrab der Selimiye-Moschee in Nikosia

Imam (arabisch إمام, DMG Imām ‚Vorbild, Modell, Richtschnur‘) ist im Islam die Bezeichnung für eine Person, die eine religiöse Spitzenposition einnimmt und einer Gemeinschaft von Menschen als Vorbild dient. In dieser Bedeutung kommt das Wort bereits im Koran vor. In der klassisch-islamischen Staatstheorie ist der Imam das religiös-politische Oberhaupt der islamischen Gemeinschaft in Nachfolge des Propheten und Religionsstifters Mohammed. Daneben wird auch der Vorbeter beim Ritualgebet Imam genannt. Beim Freitagsgottesdienst hält er meist auch die Freitagspredigt. Darüber hinaus wird der Begriff Imam als Ehrentitel für herausragende muslimische Gelehrte und Persönlichkeiten verwendet. In den europäischen Ländern, in denen der Islam nicht Mehrheitsreligion ist, übernehmen die Imame, die das Gebet leiten und die Freitagspredigt halten, meist noch viele andere religiöse Aufgaben und fungieren häufig auch als soziokulturelle Vermittler.

## Aussagen im Koran
Der Begriff imām kommt im Koran zwölf Mal vor, sieben Mal in seiner Singular-Form, und fünf Mal in seiner Plural-Form aʾimma. An den meisten Stellen hat er die Bedeutung von „Vorbild, Beispiel“. In Sure 2:124 wird erklärt, dass Gott Abraham, nachdem er ihn mit Worten auf die Probe gestellt hatte, zum Vorbild (imām) der Menschen machte. In Sure 32:24 heißt es, dass Gott einige von den Israeliten zu Vorbildern (aʾimma) machte, die ihre Gefolgschaft nach Gottes Befehl leiteten, nachdem sie sich geduldig erwiesen hatten und von den Zeichen Gottes überzeugt waren. In Sure 21:73 werden diese Vorbilder (aʾimma), die ihre Gefolgschaft nach Gottes Befehl leiteten, als Isaak und Jakob konkretisiert und ergänzt, dass Gott ihnen die Weisung eingab, gute Werke zu tun, das rituelle Gebet zu verrichten und die Almosensteuer zu geben. Denjenigen, die Gott darum bitten, dass er sie zum Vorbild (imām) für die Gottesfürchtigen mache, wird in Sure 25:74f reicher jenseitiger Lohn in Aussicht gestellt.
Umgekehrt wird der Begriff aber auch für Negativbeispiele verwendet. So werden in Sure 15:79 die beiden sündhaften Völker von Lot und Midian als deutliches Beispiel (imām mubīn) präsentiert, das kommenden Generationen zur Abschreckung dienen soll. In Sure 9:12 werden die heidnischen Mekkaner als „Prototypen des Unglaubens“ (aʾimmat al-kufr) bezeichnet. Und in Sure 28:41 werden Pharao und seine Leute als Vorbilder (aʾimma) beschrieben, die zum Höllenfeuer rufen und denen am Tag der Auferstehung nicht geholfen wird. An den beiden letzten Stellen wird der Begriff auch als „Anführer“ übersetzt, so zum Beispiel in der Koranübersetzung von Hartmut Bobzin.
An mehreren Stellen im Koran wird der Begriff imām auf heilige Schriften bezogen. So wird an zwei Stellen (Sure 11:17 und Sure 46:12) ausgesagt, dass das Buch Moses als Richtschnur (imām) dem Koran vorausgegangen sei. In Sure 36:12 wird ausgesagt, dass Gott alle Dinge in einem deutlichen Hauptbuch (imām mubīn) erfasst hat. Ob in Sure 17:71, wo davon die Rede ist, dass Gott die Menschen am Jüngsten Tag mit ihrem imām zum Gericht rufen wird, ein Buch oder eine Person gemeint ist, ist unklar. Auf den Koran bezogen erscheint der Begriff imām auch noch in nachkoranischer Zeit. So heißt es zum Beispiel in dem wahrscheinlich Ende des 7. Jahrhunderts entstandenen „Buch der Aufschiebung“ (Kitāb al-Irǧāʾ), das als Gründungsdokument der religiös-politischen Bewegung der Murdschi'a gilt: „Wir sind Leute, deren Herr Gott, deren Religion der Islam, deren Richtschnur (imām) der Koran und deren Prophet Mohammed ist.“

## Der Imam als religiös-politisches Oberhaupt der Muslime
In der Zeit nach dem Propheten verwendeten einige umayyadische Kalifen den Imam-Titel für sich und machten damit deutlich, dass sie das Recht auf die Führung der islamischen Gemeinschaft beanspruchten. Im Laufe des 8. Jahrhunderts traten allerdings immer mehr Gruppen auf, die ihnen dieses Recht streitig machten bzw. die die Hoffnung auf einen Imam schürten, der nicht zu den Umayyaden gehört. So entstand der Konflikt um das Imamat, von dem asch-Schahrastānī im 12. Jahrhundert schreibt, dass es der „wichtigste Streitpunkt“ (aʿẓam ḫilāf) innerhalb der islamischen Gemeinschaft sei. Über keinen Glaubensartikel, so asch-Schahrastānī, sei so häufig das Schwert aus der Scheide gezogen worden wie über das Imamat.

### Das Imamat nach der klassischen sunnitischen Lehre
Ein Hadith, der in die kanonische Sammlung Sahīh Muslim aufgenommen wurde, zeigt, dass das Imamat im sunnitischen Islam als ein religiös-politisches Amt verstanden wurde, das auch eine militärische Dimension hatte. Er lautet: „Der Imam ist in Wirklichkeit nichts anderes als ein Schild (ǧunna): Man kämpft hinter ihm und schützt sich mit ihm. Wenn er zur Gottesfurcht aufruft und gerecht handelt, gebührt ihm dafür Lohn; und wenn er etwas anderes gebietet, fällt es auf ihn zurück.“
Nach der klassisch-sunnitischen Lehre, wie sie sich zum Beispiel in der staatsrechtlichen Abhandlung von al-Māwardī (972–1058) niederschlägt, ist das Imamat identisch mit dem Kalifat als Nachfolge des Propheten. Der Imam als Kalif ist für die Bewahrung der Religion (din) und die Organisation der weltlichen Angelegenheiten zuständig. Um Imam werden zu können, muss eine Person sieben Eigenschaften besitzen: (1) persönliche Integrität (ʿadāla), (2) umfassendes Wissen, das zum Idschtihād befähigt, (3) Hörvermögen, Sehkraft und Sprechvermögen, (4) Körperliche Gesundheit und Bewegungsfähigkeit, (5) Urteilskraft (ra'y), die notwendig ist, um die Angelegenheiten des Volkes zu regeln, (6) Mut und Tapferkeit, die zur Verteidigung der Gemeinschaft und der Bekämpfung des Feindes in Form des Dschihad befähigt, (7) genealogische Abkunft von den Quraisch. Der letzte Punkt wird damit begründet, dass Abū Bakr nach dem Tode Mohammeds den politischen Führungsspruch der Quraisch mit Verweis auf das Prophetenwort stützte, wonach die Imame vom Stamm Quraisch sein müssen (al-Aʾimma min Quraisch).
Nicht alle sunnitischen Gelehrten setzten allerdings beim Imam eine Abkunft von den Quraisch voraus. Der schafiitische Gelehrte al-Dschuwainī (1028–1085) zum Beispiel meinte, dass es für den Imam reiche, wenn er die Tauglichkeit (kifāya) eines Herrschers besitze und bei rechtlichen Problemen das Gutachten eines Rechtsgelehrten einhole. In der Realität gab es im Bereich des sunnitischen Islams nicht viele politische Führer, die das Imamat beanspruchten, ohne eine Abkunft von den Quraisch vorweisen zu können. Zu den wenigen Ausnahmen gehörten Ghazi Muhammad und Imam Schamil, die im frühen 19. Jahrhundert den muslimischen Widerstand gegen die russische Eroberung des Nordostkaukasus organisierten.

### Das Imamat bei den Schiiten

#### Imamiten
Nach Ansicht der Imamiten muss es in jedem Zeitalter einen existierenden Imam geben. Er ist der Beweis (ḥuǧǧa) Gottes gegenüber den Menschen ist. Seit dem 9. Jahrhundert sprechen die Imamiten den Imamen ʿIsma („Unfehlbarkeit, Sündlosigkeit“) zu. Eine ausführlichere Imamatslehre formulierte um die Wende zum 10. Jahrhundert der imamitische Theologe Abū Dschaʿfar Ibn Qiba ar-Rāzī. Demnach muss der Imam immer ein Mitglied aus der Familie des Propheten und der wissendste und frömmste aus diesem Kreis sein. Da die Leute nicht selbst bestimmen können, welche Person diese Qualifikation am besten erfüllt, muss der Imam durch einen Vorgänger – den Propheten oder einen früheren Imam – designiert werden. Die Designation (naṣṣ) muss in breiter Überlieferung (tawātur) vorliegen. Ibn Qiba hielt es für möglich, dass Gott durch die Hand des Imams Wunder wirkt, wies die Vorstellung, dass der Imam das Verborgene kenne, jedoch zurück. Auch die Vorstellungen der Ghulāt und der sogenannten Mufauwida („Delegierer“), die den Imamen ein übernatürliches Wesen zuschrieben, lehnte er ab.
Die Zwölfer-Schia, die einzige imamitische Gruppe, die bis heute weiterbesteht, geht davon aus, dass es zwölf Imame aus der Familie von ʿAlī ibn Abī Tālib gab. Der zwölfte Imam, Imam Mahdi, ist für sie der verborgene Imam. Die zwölf Imame gelten für die Zwölfer-Schiiten zusammen mit Mohammed und dessen Tochter Fatima als die „Vierzehn Unfehlbaren“. Zwölfer-Schiiten betrachten den verborgenen zwölften Imam als Messias, der die Welt nach seiner Rückkehr zum wahren Glauben führen wird.

#### Ismailiten

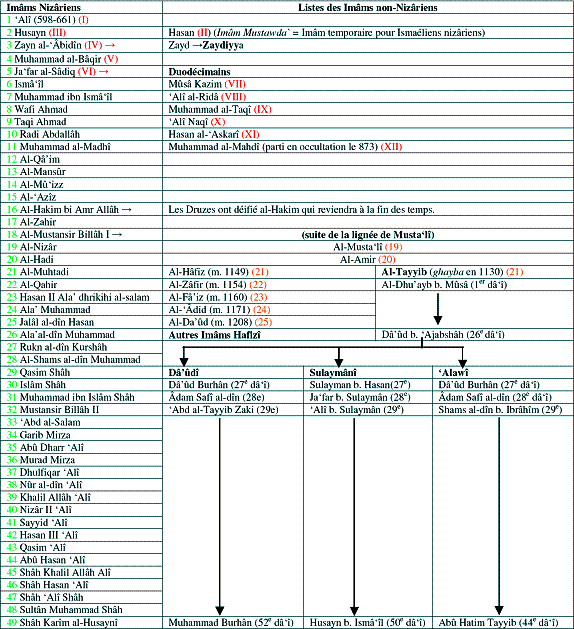
Ismailitische Imame nach nizaritischer und mustaʿlī-taiyibitischer Lehre

Die Ismailiten gliedern sich in zwei Gruppen, die Nizariten und die Mustaʿlī-Tayyibiten. Während erstere einen „anwesenden Imam“ verehren, gehen letztere wie die Zwölfer-Schiiten davon aus, dass sich der Imam verborgen hat. Die heutigen Nizariten verehren Karim Aga Khan IV. als 49. Imam in der Nachfolge des Propheten. Die Mustaʿlī-Tayyibiten dagegen meinen, dass der letzte rechtmäßige Imam At-Tayyib Abi l-Qasim im 12. Jahrhundert entrückt wurde. In der Zeit seiner Abwesenheit wird er von einem Ober-Dāʿī in der Leitung der Gemeinde vertreten.

#### Zaiditen
Die zaiditischen Schiiten haben eine eigene Imamatstheorie. Demnach kann es in der Gefolgschaft eines Imams jemanden geben, der besser (afḍal) als er ist. Sie halten es also für zulässig, dass der Imam durch eine andere Person übertroffen (mafḍūl) wird. Dies ist auch der Grund, warum die Zaiditen im Gegensatz zu den Imamiten die beiden ersten Kalifen Abū Bakr und ʿUmar ibn al-Chattāb als Imame anerkennen, obwohl sie der Auffassung sind, dass ʿAlī ibn Abī Tālib besser war als sie.
Außerdem vererbt sich der Anspruch auf das Imamat bei den Zaiditen nicht allein in der Linie der Nachkommen Husains, sondern im gesamten Haus der von ʿAlī und Fātima abstammenden Nachkommen. Alle fatimidischen Aliden sind somit für das Imamat qualifiziert. Jeder fatimidische Alide hat also im Prinzip Anspruch auf das Imamat; der wahre Imam ist aber nur derjenige, der sich mit Waffengewalt durchsetzt. Im Jahre 864 gründete al-Hasan ibn Zaid im nordiranischen Tabaristan südlich des Kaspischen Meeres ein eigenes zaiditisches Imamat. Knapp dreißig Jahre später, 893, wurde ein zweites zaiditisches Imamat in der jemenitischen Stadt Sa'da gegründet. Anders als das kaspische Zaiditen-Imamat, das schon im 12. Jahrhundert unterging, hat sich das jemenitische Zaiditen-Imamat mit kurzen Unterbrechungen bis ins 20. Jahrhundert erhalten. Die Dynastie der zaiditischen Imame aus dem Haus der Banū l-Qāsim wurde erst 1962 durch einen Militärputsch gestürzt.

### Das Imamat bei den Ibaditen
Auch die Ibaditen, eine Gruppierung, die aus den Charidschiten hervorgegangen ist, kennen ein eigenes Imamat. Nach ihrer politischen Lehre gibt es vier Arten des Imamats, die jeweils bestimmten politischen Verhaltensweisen der ibaditischen Gemeinschaft entsprechen:
1. das Imamat der Geheimhaltung (imāmat al-kitmān). Dschābir ibn Zaid und Abū ʿUbaida Muslim ibn Abī Karīma, die in der ersten Hälfte des 8. Jahrhunderts die ibaditische Gemeinschaft von Basra geheim organisierten, sollen diese Form des Imamats ausgeübt haben.
2. das Imamat des Selbstverkaufs (imāmat aš-širāʾ). Das Konzept des Selbstverkaufs im Sinne der Selbstaufopferung ist an das Koranwort in Sure 9:111: „Gott hat den Gläubigen ihre Person und ihr Vermögen dafür abgekauft, dass sie das Paradies haben sollen. Nun müssen sie um Gottes willen kämpfen.“ angelehnt. Das Imamat des Selbstverkaufs ist entsprechend ein kämpfendes Imamat. Als Beispiel für diese Form der Selbstaufopferung wird der charidschitsche Kämpfer Abū Bilāl Mirdās betrachtet, der 681 im Kampf gegen umayyadische Truppen fiel.
3. das Imamat der Verteidigung (imāmat ad-difāʿ). Dieses Imamat wird errichtet, wenn die ibaditische Gemeinschaft bedroht ist. Wenn die Gefahr vorüber ist, kann er wieder abgesetzt werden.
4. das Imamat des Hervortretens (imāmat aẓ-ẓuhūr). Dieses Imamat wird errichtet, sobald die Muslime, d. h. die Ibaditen, ihre Feinde besiegt haben und ihre Macht gesichert haben. Sobald ein derartiges Imamat errichtet ist, muss auch das islamische Strafrecht mit den typischen Hadd-Strafen angewendet werden. Als historische Beispiele für derartige Imamate des Hervortretens gelten die beiden Kalifen Abū Bakr und ʿUmar ibn al-Chattāb sowie Tālib al-Haqq, der 746 ein erstes ibaditisches Imamat im Hadramaut errichtete, al-Dschulandā ibn Masʿūd, der 750 den ersten ibaditischen Staat in Oman gründete, und Abū l-Chattāb al-Maʿāfirī, der Gründer des ersten ibaditischen Imamats in Nordafrika.[18]

Das ibaditische Imamat von Oman erhielt sich mit Unterbrechungen bis zur Mitte des 20. Jahrhunderts.

## Imam als Ehrentitel
Die Bezeichnung Imam wird oft auch als Ehrentitel für besonders fromme oder gelehrte Persönlichkeiten verwendet. So werden zum Beispiel im sunnitischen Islam die Begründer der vier Richtungen der Normenlehre als die vier Imame bezeichnet, und der Theologe und Rechtsgelehrte al-Dschuwainī erhielt den Beinamen Imām al-Haramain („Imam der beiden heiligen Stätten“). Auch manche religiös-politischen Führer während des Kampfes gegen den Kolonialismus erhielten den Ehrentitel Imam wie zum Beispiel Imam Schamil (gest. 1871). Hasan al-Bannā, der Gründer der ägyptischen Muslimbruderschaft wird von seinen Anhängern als „der Märtyrer-Imam“ (al-Imām aš-šahīd) tituliert. Der Schaich al-Azhar wird als „Groß-Imam“ (al-imām al-akbar) bezeichnet.
In der Zwölfer-Schia wird auch für Chomeini der Titel „Imam“ verwendet, obwohl er nicht die religiöse Stellung hat wie die zwölf Imame. Es soll Abolhassan Banisadr gewesen sein, der Chomeini als erster mit diesem Titel bezeichnet hat.

## Der Imam als Vorbeter

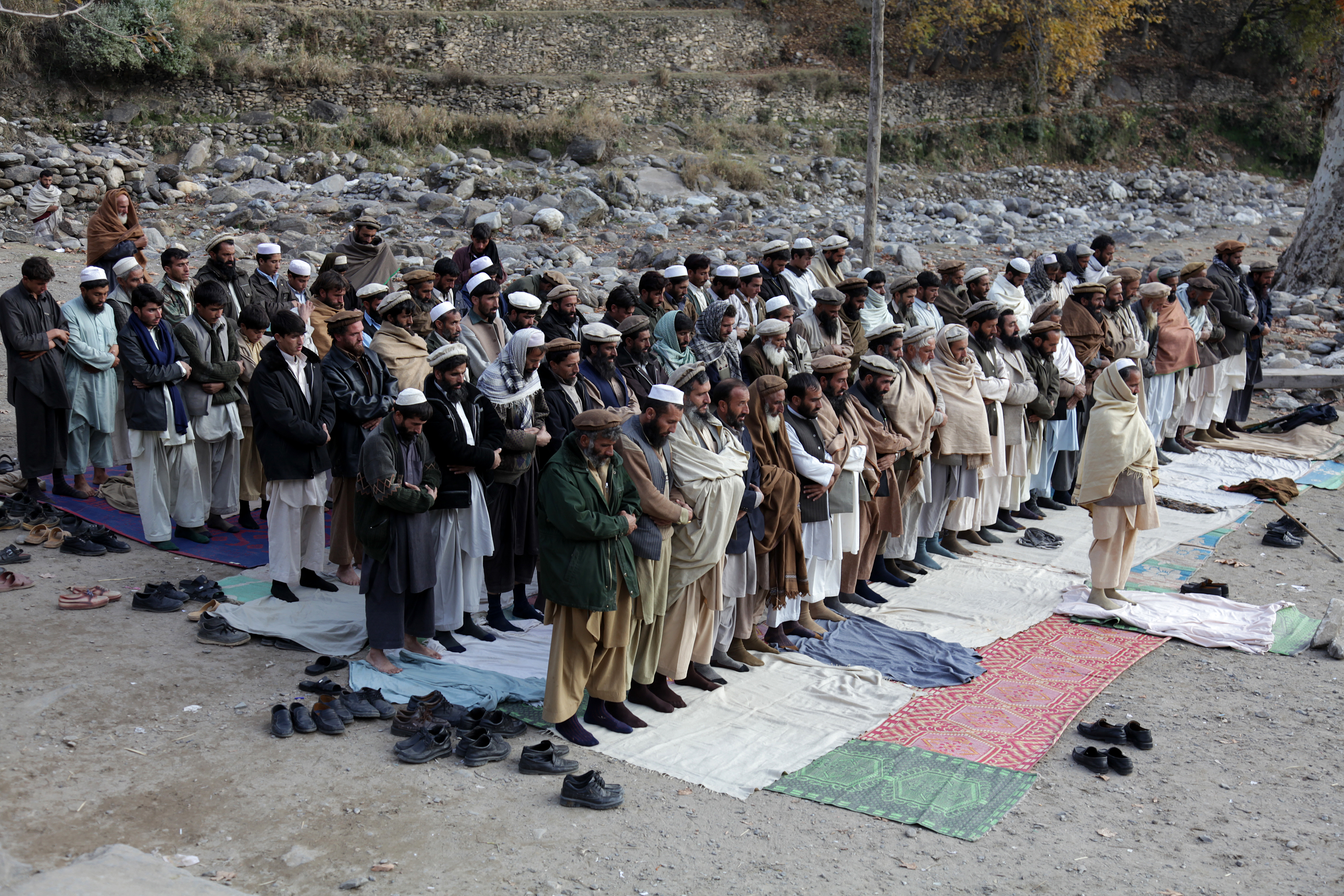
Eine Gruppe afghanischer Männer beim Nachmittagsgebet mit ihrem Vorbeter (Imam)

Neben dem religiös-politischen Konzept des Imams als Oberhaupt der Gemeinschaft der Muslime kennt die klassische islamische Staatslehre das Amt des Imams als Vorbeter. Dieses Amt wird neben dem religiös-politischen Konzept des Imams als Oberhaupt der Gemeinschaft der Muslime ebenfalls in der klassischen islamischen Staatslehre beschrieben. Zur Disambiguierung wird es als das „Imamat der Gebete“ (imāmat aṣ-ṣalawāt) bezeichnet, bzw. bei den Zwölfer-Schiiten „Imamat des Gemeinschaftsgebets“. Zum Amt des Imams als Vorbeter gibt es verschiedene Hadithe. So lautet ein von Anas ibn Mālik überliefertes Prophetenwort:

„Der Imam ist nur dazu bestimmt, dass man seinem Beispiel folgt. Wenn er also den Takbīr rezitiert, dann rezitiert ihr ihn ebenfalls. Wenn er sich niederwirft, sollt auch ihr euch niederwerfen. Wenn er sich erhebt, sollt auch ihr euch erheben. Und wenn er sagt: ‚Gott möge den erhören, der ihn preist‘, sollt ihr sagen: ‚Unser Herr, Dir gebührt der Lobpreis.‘“

### Auswahl und Voraussetzungen
Hinsichtlich der Frage, wer am meisten Anspruch darauf hat, das Amt des Imams zu versehen, heißt es in einem anderen Hadith: „Wenn sie (sc. die Gläubigen) zu dritt sind, dann soll einer ihnen vorbeten. Und derjenige, der am meisten Anspruch auf das Imamat hat, ist derjenige, der den Koran am besten rezitieren kann“ (in kānū ṯalāṯatan fal-yaʾummahum aḥaduhum, wa-aḥaqquhum bi-l-imāma aqraʾu-hum). Der Hadith-Gelehrte al-Buchārī (gest. 870) leitete aus diesem Hadith ab, dass es keine sozialen Voraussetzungen für die Verrichtung dieses Amtes gibt: Selbst ein Sklave, ein Maulā, der Sohn einer Hure, ein Wüstenaraber (aʿrābī) oder ein Junge, der noch nicht die Pubertät erreicht hat, könne als Imam fungieren. In der ismailitischen Hadith-Sammlung Daʿāʾim al-Islām findet sich ein über die schiitischen Imame zurückgeführter Hadith, wonach der Prophet gesagt haben soll: „Der Imam der Leute (imām al-qaum) ist der derjenige von ihnen, der bei Gott den größten Einfluss hat (al-wāfid ilā Llāh). So stellt bei eurem rituellen Gebet den besten von euch nach vorne.“
Die islamische Staatslehre unterscheidet hinsichtlich der Auswahl der Imame für die fünf Gebete zwischen den „herrscherlichen Moscheen“ (al-masāǧid as-sulṭānīya) und den „allgemeinen Moscheen“ (al-masāǧid al-ʿāmma). Bei den herrscherlichen Moscheen, zu denen insbesondere die Freitagsmoscheen gehören, ernennt der Herrscher die Imame. Da der Gebetsruf zu den Sunna-Bräuchen der Gebete gehört, hat der Imam dann das Recht, den Muezzin zu ernennen und die Zeit festzulegen, wann dieser Gebetsruf stattfindet. Um ein solches Imam-Amt übernehmen zu können, müssen die betreffenden Personen die fünf Voraussetzungen erfüllen: sie müssen (1) männlich und (2) unbescholten (ʿadl) sein, (3) die Fähigkeit zur Koranrezitation besitzen, (4) im Fiqh bewandert sein und eine tadellose Aussprache haben. Frauen, zwischengeschlechtliche Personen, Stumme und Männer mit einer fehlerhaften Aussprache können nicht als Imam fungieren.
Bei den allgemeinen Moscheen, die „die Leute der Straßen und Stämme“ (ahl aš-šawāriʿ wa-l-qabāʾil) errichtet haben, können diese ihren Imam selbst wählen. Ein Dissens besteht lediglich hinsichtlich der Frage, wie vorzugehen ist, wenn sich die Leute solcher allgemeinen Moscheen nicht auf eine Person einigen können. Während der Schafiit al-Māwardī meint, dass in diesem Fall der Sultan zur Beendung des Streits einen geeigneten Imam auswählen müsse, gibt der Hanbalit Ibn al-Farrā' an, dass in einer solchen Situation zwischen den beiden Imam-Anwärtern ausgelost werden müsse.

### Pflichten
Der syrische Gelehrte Tādsch ad-Dīn as-Subkī (gest. 1370) definierte in seinem Handbuch Muʿīd an-niʿam wa-mubīd an-niqam, das sich mit den Pflichten der verschiedenen islamischen Bevölkerungsklassen befasst, als Pflicht des Imams, dass er den Gläubigen ein gutes Vorbild abgibt, indem er sein Gebet in lauterer Gesinnung verrichtet, seine Stimme beim Bittgebet zu Gott erhebt, bei seiner Anrufung Gottes demütig bittet, seine rituelle Reinheit tadellos einhält und seinen Koranvortrag tadellos gestaltet und sich in der Moschee so früh als möglich einstellt.

### Frauen als Imame
Die Frage, ob und unter welchen Umständen Frauen als Imam das Gebet anführen dürfen, ist unter Muslimen umstritten. Aufgrund von Hadithen, wonach die Prophetengattinnen Umm Salama und ʿĀ'ischa bint Abī Bakr weibliche Gebetsgruppen angeführt haben, halten Schafiiten und Hanbaliten es für zulässig, dass Frauen als Imame eine rein weibliche Gebetsgruppe anführen. Die Malikiten lehnten das weibliche Imamat hingegen vollständig ab. Innerhalb der hanafitischen Rechtsschule gab es dazu zu unterschiedliche Auffassungen. In vielen Gegenden der islamischen Welt sind Frauen als Vorbeterinnen für reine Frauengruppen üblich. An manchen Orten, so bei den Minangkabau in Indonesien, existieren schon seit längerer Zeit eigene Frauenmoscheen, in denen Frauen das Freitags- bzw. Festtagsgebet leiten. Das Ägyptische Fatwa-Amt hat 2024 in einer Fatwa geurteilt, dass es einer Frau erlaubt sei, anderen Frauen beim Pflichtgebet vorzubeten, sie dann aber in der Mitte der Reihe zwischen ihnen stehen solle. Wenn sie vor ihnen stehe, sei das Gebet gültig, aber makrūh.
Anders wird die Frage beurteilt, ob Frauen auch als Imame einer männlichen oder gemischten Gebetsgruppe fungieren dürfen. Al-Māwardī urteilte im 11. Jahrhundert, dass eine Frau für Männer nicht als Imam fungieren dürfe, und wenn dies doch geschehe, das Gebet der Männer keine Gültigkeit habe. Dieselbe Meinung vertrat der saudische Gelehrte Abd al-Aziz ibn Baz in einer Fatwa, die in seiner 1999/2000 publizierten Fatwa-Sammlung erschien. Zwar urteilte die Mehrheit der islamischen Rechtsgelehrten, dass Frauen Männern nicht vorbeten dürften, doch gab es einzelne Gelehrte, die dies zuließen, darunter Abū Thaur al-Baghdādī (gest. 854), Dāwūd al-Isfahānī (gest. 884), der Begründer der zahiritischen Rechtsschule, Ibn Dscharīr at-Tabarī (gest. 923) und Muhyī d-Dīn Ibn ʿArabī (gest. 1240). Diejenigen Gelehrten, die das Imamat der Frau in uneingeschränkter Form für zulässig hielten, begründeten das häufig mit dem Hadith über Umm Waraqa. Dies war eine Frau in Medina, der der Prophet befohlen haben soll, für die Leute ihres Hauses als Imam tätig zu werden, wobei ein älterer Mann ihr als Muezzin diente. Ibn ʿArabī begründete seine eigene befürwortende Position bei dieser Frage etwas anders. Er argumentierte, dass der Gottesgesandte sowohl einzelnen Männern als auch einzelnen Frauen die Vollkommenheit in Form des Prophetentums zuerkannt habe. Das Prophetentum sei aber das Imamat. Deshalb sei das Imamat der Frau gültig, und seine Zulässigkeit die Grundlage (aṣl). Wer seine Verbotenheit ohne Beweis (dalīl) behaupte, verdiene kein Gehör. Derjenige, der das Imamat der Frau verbiete, habe keinen Textbeleg (naṣṣ).

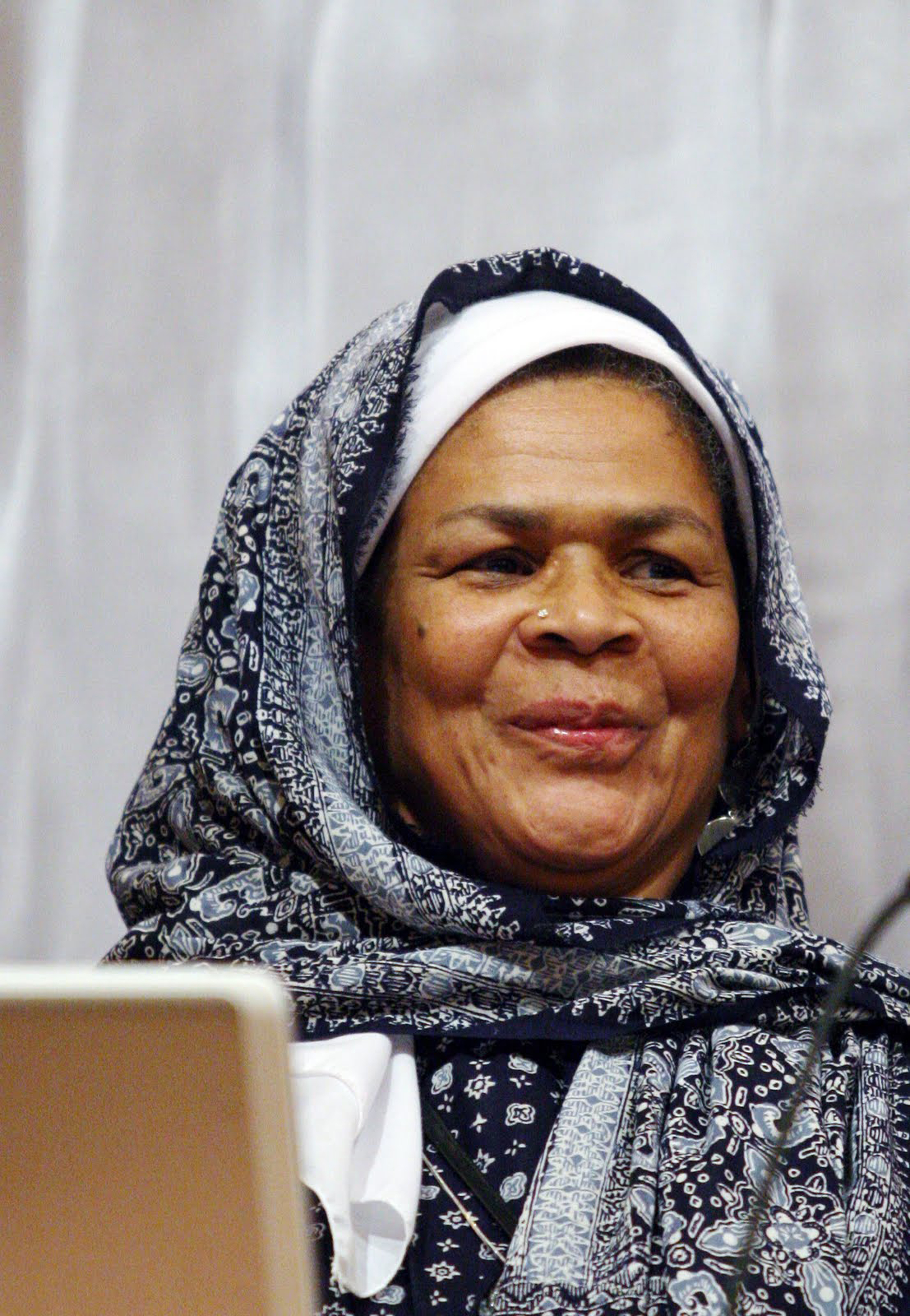
Amina Wadud, die 2005 in New York einer gemischten Gebetsgruppe vorbetete

In der Praxis sind allerdings Frauen erst um die Mitte der 1990er Jahre als Imame gemischter Gebetsgruppen aufgetreten, und dies fast ausschließlich in westlichen Ländern (Südafrika, Kanada, USA, Indien und europäische Länder). Besonders große Aufmerksamkeit erregte Amina Wadud, die als Imamin am 18. März 2005 in New York City das Freitagsgebet einer gemischten Gebetsgruppe leitete. Einzelne weibliche Imame wie Seyran Ates, die Initiatorin und Mitbegründerin der Ibn-Rushd-Goethe-Moschee in Berlin, und Sherin Khankan, die die Mariam-Moschee in Kopenhagen gründete, haben damit ebenfalls große mediale Aufmerksamkeit auf sich gezogen. Die muslimischen Gelehrten haben auf diese Initiativen überwiegend mit Ablehnung reagiert. In einer Fatwa, die kurz nach dem von Wadud geleiteten Freitagsgebet auf der Website des salafistischen Predigers Muhammad Salih al-Munajjid veröffentlicht wurde, wurde ein solches Gebet für unzulässig erklärt und die Position von Abd al-Aziz ibn Baz unter Verweis auf verschiedene Hadithe bekräftigt. Das Ägyptische Fatwa-Amt bekräftige 2016 in einer Fatwa, dass die Leitung von Gemeinschaftsgebeten in Anwesenheit von Männern ausschließlich männlichen Imamen vorbehalten sei, und reagierte ein Jahr später auf die Eröffnung der Berliner Ibn-Rushd-Goethe-Moschee auf Facebook mit einer Verlautbarung, in der es diese Position noch einmal wiederholte.
Einer der wenigen modernen muslimischen Gelehrten, der sich dafür ausgesprochen hat, Frauen auch männliche oder gemischte Gebetsgruppen anführen zu lassen, war der ägyptische Reformdenker Gamāl al-Bannā (gest. 2013). Er hat dazu auch zwei Abhandlungen abgefasst, nämlich eine mit dem Titel Ǧawāz imāmat al-marʾa ar-riǧāl (Kairo 2005) darüber, dass die Frau Männern vorbeten darf, und eine zweite mit dem Titel Imāmat al-marʾa („Das Imamat der Frau“; Damaskus 2008), in der er verschiedene moderne Fatwas zu der Frage vorstellt und anschließend seine eigene befürwortende Ansicht dazu vorträgt.

## Imame in ausgewählten Ländern

### Türkei
In der Türkei benötigt man, um als Imam tätig zu sein, seit dem Gesetz Nr. 5634 vom 23. März 1950 eine schriftliche Erlaubnis des Präsidiums für Religionsangelegenheiten oder des von ihm ermächtigten Muftis. Bis zum Inkrafttreten des Gesetzes Nr. 633 vom 22. Juni 1965 waren für die Position des Imams aber keine Bildungsabschlüsse erforderlich, außer der Fähigkeit, lesen und schreiben zu können, und einer berufliche Befähigung, die durch eine vom örtlichen Muftiamt organisierte Prüfung festgestellt werden musste. Da die Imame auch die Aufgabe haben, die Hutbe-Ansprache an Freitagen und Festtagen zu halten, wurde ihre Amtsbezeichnung mit dem Gesetz Nr. 633 von 1965 zu „Imam-Hatip“ erweitert. Mit demselben Gesetz wurde für die Imame eine Ausbildung an einer İmam-Hatip-Schule vorgeschrieben, doch konnte dieses Gesetz aufgrund des Mangels an Personen, die diese Voraussetzungen erfüllten, erst ab 1978 in Kraft treten. Seitdem sind die Anforderungen an Bewerber weiter gestiegen. Im Jahre 2002 gab das Präsidium für Religionsangelegenheiten an, dass es bei Bewerbern für das Amt einen theologischen Hochschulabschluss erwartet. Nur wenn Mangel an Hochschulabsolventen herrscht, soll ein İmam-Hatip-Abschluss genügen.
Von Imamen wird heute erwartet, dass sie neben der Gebetsleitung Kindern in den Sommerferien und interessierten Bürgern in Abendkursen Koranrezitationsunterricht erteilen. Diese Kurse dauern zehn Wochen, umfassen jeweils 15 Stunden pro Woche und finden meist in den Moscheen statt. Außerdem führt der Imam bei einem Sterbefall die Waschung des Leichnams durch, wickelt ihn in ein weißes Tuch und leitet dann die Trauerfeier mit dem rituellen Gebet bei der Beerdigung. Darüber hinaus hat sich in der Struktur der türkischen Gesellschaft die Tradition der Eheschließung durch einen Imam festgesetzt. Sie erklärt sich wahrscheinlich daraus, dass man für die bei der Eheschließung zu haltende Hutbe einen kundigen Beistand benötigte, der eine solche Ansprache halten konnte. Zudem müssen viele Imame in ihrer Moschee eine Art Hausmeister-Funktion übernehmen.
Im Jahr 2000 belief sich die Anzahl der in der Türkei tätigen Imame auf 55.886 Personen. Seit dem Gesetz Nr. 657 von 1970 haben alle Imame den Status von Staatsbeamten. Sie sind dem Mufti der Provinz oder des Distrikts unterstellt, der wiederum durch das Präsidium für Religionsangelegenheiten ernannt wird. Die Gehälter der Imame sind niedriger als die von Lehrern, aber höher als die von anderen „Bürobeamten“. Für ihre Dienste im Sterbefall und bei Hochzeiten erhalten die Imame üblicherweise keine finanzielle Vergütung. Die Imame haben ein politisches Betätigungsverbot, dürfen keinen politischen Parteien beitreten und dürfen auch innerhalb und außerhalb ihres Dienstes Parteien und ihr Verhalten weder loben noch tadeln. Nach Artikel 22 des Gesetzes Nr. 633 haben sie die Pflicht, in ihrem sozialen Verhalten die islamische Tradition zu befolgen. Wer Alkohol konsumiert, Glücksspiele betreibt oder außerehelichen Geschlechtsverkehr hat, riskiert, entlassen zu werden.

### Frankreich
In Frankreich spielen Imame eine viel zentralere Rolle als in Ländern, in denen der Islam sowohl Staats- als auch Mehrheitsreligion ist. Sie sind hier nicht nur Leiter des Gottesdienstes, sondern auch soziokulturelle Vermittler. Neben der Leitung der Gebete und dem Halten der wöchentlichen Freitagspredigt sind sie hier auch dafür verantwortlich, Kurse und Vorträge abzuhalten, Fatwas zu erteilen, sich in die Sozialarbeit einzubringen, an interreligiösen Treffen teilzunehmen, Familien zu besuchen, Bestattungsriten zu leiten, Eheschließungen und Zeremonien zur Namensgebung zu zelebrieren, die Moschee zu verwalten und lokale Gemeinde zu vertreten. Dieses Phänomen wird in der französischen soziologischen Forschung als paroissialisation („Vergemeindlichung“) bezeichnet.
Im Jahr 2006 wurden in Frankreich fast 200 Imame von den algerischen und türkischen Konsularnetzwerken abgeordnet. Nach einer Erhebung des französischen Innenministeriums im Jahre 2004 waren von 1026 Imamen 120 der von Algerien kontrollierten Großen Moschee von Paris angeschlossen und 70 der von der Türkei kontrollierten DITIB. Das entspricht einem Anteil von 18,5 %. Die algerischen Imame sind algerische Staatsbeamte und in drei hierarchische Grade eingeteilt und unterstehen dem algerischen Ministerium für religiöse Stiftungen. Bei ihrer Ankunft in Frankreich erhalten sie eine Unterweisung durch den Rektor des Institut musulman de la Mosquée des Paris (IMMPB; „Islamisches Institut der Moschee von Paris“) über ihre spezifischen Aufgaben in diesem Land, bevor sie ihrer Moschee zugewiesen werden. Bei den marokkanischen Imamen wird das Gehalt häufig teilweise oder vollständig durch die Amicale des travailleurs et des commerçants marocains en France (ATCMF; „Vereinigung der marokkanischen Arbeiter und Händler in Frankreich“) gezahlt, eine Organisation, die der scherifischen Dynastie nahesteht und teilweise durch die marokkanischen Konsulate finanziert wird. Im französischen Innenministerium gelten die Imame, die mit konsularischen Netzwerken verbunden sind, als „im Allgemeinen anständig“, während andere Imame als „politisch zweifelhaft“ betrachtet werden und man ihnen einen zuweilen schädlichen Einfluss zutraut.
Die Entsendung ausländischer Imame erfolgte in Frankreich schon in den 1970er Jahren mit Unterstützung des französischen Staates. 1974 wurden zunächst auf staatliche Empfehlung in Heimen für muslimische Einwanderer Gebetsräume eingerichtet. Am 29. Dezember 1976 wurde dann vom Sekretariat für eingewanderte Arbeitnehmer ein Rundschreiben an alle Präfekten Frankreichs geschickt, in dem darauf hingewiesen wurde, dass in Zusammenarbeit mit den Ländern, aus denen die Muslime stammten, die diese Gebetsräume aufsuchten, den Gebetsräumen Imame zugeordnet werden sollten. Die Bezahlung der Imame sollte in Verbindung mit den Herkunftsstaaten durch das von Paul Dijoud geschaffene Office national pour la promotion culturelle des immigrés („Nationale Büro für die kulturelle Förderung von Einwanderern“) erfolgen. Die kollektive Ausübung des islamischen Gottesdienstes unter der Leitung eines Imams selbst auf dem Fabrikgelände wurde hier weniger als Bedrohung der Produktionsordnung als vielmehr als Element ihrer Stärkung angesehen.
Ende März 2024 verbot die Regierung Frankreichs die Entsendung ausländischer Imame nach Frankreich (Algerien, Marokko, Türkei, Tunesien). Die letzten 300 ausländischen Imame mussten Frankreich verlassen.

### Deutschland

#### Allgemeines
Nach der vom Bundesamt für Migration und Flüchtlinge herausgegebenen Studie Islamisches Gemeindeleben in Deutschland waren im Jahre 2012 in Deutschland zwischen 1.700 und 2.450 hauptsächlich tätige Imame in islamischen Gemeinden aktiv. Nach einer Schätzung von Rauf Ceylan im Jahre 2018 sind 2000 bis 2600 Imame in Deutschland tätig, wobei diese einen sehr unterschiedlichen Status haben. Einige sind festangestellt, andere gehen dieser Tätigkeit nur ehrenamtlich nach. Ein Großteil der Imame wird vom Ausland entsandt und auch von dort bezahlt.
Die meisten der aus dem Ausland entsandten Imame sind Funktionäre des türkischen Diyanet-Präsidiums. Diese Behörde begann schon Ende der 1970er Jahre damit, Imame in die verschiedenen türkischen Gemeinden in Deutschland zu entsenden. Diese wurden anfangs von den Gemeinden selbst bezahlt oder von der Islamischen Weltliga in Saudi-Arabien, die damals im Ausland tätigen Imamen zwei Jahre hindurch ein Gehalt von 1100 Dollar zahlte. Die Diyanet-Imame durften allerdings nur für sechs bis zwölf Monate in einer Gemeinde im Ausland tätig sein. Dies änderte sich mit der Gründung der Türkisch-Islamischen Union der Anstalt für Religion (DİTİB) im Juli 1984. Die Gehälter der für diese Organisation tätigen Imame wurden fortan von der türkischen Regierung bezahlt.
Gegenüber der Türkei haben die Imame in Deutschland einen erweiterten Aufgabenbereich. Zu ihren Aufgaben gehören hier:
- die Wahrnehmung einer religiösen Ratgeberfunktion.[75] Häufig helfen sie im Fall von Neugeborenen den Familien bei der Wahl geeigneter Namen.[76]
- Teilnahme an Hochzeitszeremonien. Nach der Tradition wird dabei erwartet, dass der Imam durch eine kurze Hutbe-Ansprache und ein Schlussgebet die Eheschließung vornimmt.[77]
- Besuch türkischer Staatsbürger, die im Krankenhaus liegen, in Wahrnehmung der religiösen Pflicht zum Krankenbesuch.[78]
- Betreuung türkischer Gefängnisinsassen.[79]
- Schlichtung innerfamiliärer und innergemeindlicher Konflikte[80]
- Beteiligung an interreligiösen Dialogveranstaltungen als Repräsentant des Islams und Vermittlung von Informationen gegenüber Schulen und Kirchengruppen. Aufgrund der sprachlichen Probleme benötigen die Imame dabei meistens einen Dolmetscher. Da diese die religiösen Begriffe meist nicht gut genug kennen, kommt es häufig zu Missverständnissen.[81]

Im Vergleich zu ihren Kollegen in der Türkei haben die Imame in Deutschland eine erheblich höhere Arbeitsbelastung und stehen in engerem Kontakt zu den Moscheebesuchern. Die mit Abstand größte berufliche Schwierigkeit, mit dem die türkischen Imame in Deutschland konfrontiert sind, sind die fehlenden deutschen Sprachkenntnisse. Sie erschweren die Verständigung mit der heranwachsenden Generation türkischer Muslime, die immer schlechter Türkisch spricht, und den Austausch mit der Mehrheitsgesellschaft.

#### DİTİB-Imame

Logo der DİTİB

Die Rechte und Pflichten der DİTİB-Imame sind durch das Diyanet-Präsidium genau festgelegt. Die DİTİB-Imame sind Beamte des türkischen Staates und erhalten als Religionsbeauftragte des Diyanet-Präsidiums ein monatliches Gehalt. Dieses betrug im Jahre 2009 allgemein 1.875 Euro, in Berlin 1.960 Euro. Zusätzlich erhalten die Imame 60 % ihres Lohns der Türkei, was den Auslandsdienst auch finanziell attraktiv macht. Die Amtszeit der Imame wird jährlich verlängert und beträgt höchstens fünf Jahre. Die Texte für ihre Predigten erhalten sie über die Homepage des DİTİB-Dachverbands in türkischer und deutscher Sprache.
Zu den Aufgaben der DİTİB-Imame gehören neben den bereits genannten Aufgaben auch die Organisation der Zusammenarbeit zwischen der DİTİB-Dachorganisation und den ihr angeschlossenen Moscheevereinen durch Hilfe bei der Organisation der Wallfahrten nach Mekka (Haddsch und ʿUmra), Werbung für den DİTİB-Beerdigungshilfsfonds, der für seine Mitglieder im Todesfall eine Überführung des Leichnams in die Türkei und eine dortige Bestattung gewährleistet, und Unterstützung der DİTİB bei Spendenaktionen, unter anderem Zakāt al-fitr am Ende des Ramadan Ehen dürfen DİTİB-Imame nur dann schließen, wenn bereits eine zivilrechtliche Eheschließung stattgefunden hat.
Bei ihrer dienstlichen Tätigkeit unterstehen die DİTİB-Imame den Botschaftsräten der türkischen Botschaft und den Religionsattachés in den türkischen Generalkonsulate. Sie haben regelmäßig Berichte über ihre Tätigkeiten zu verfassen und sind an die Anordnungen ihrer Vorgesetzten gebunden. Wenn sich ein Imam den Anordnungen seines Vorgesetzten widersetzt, kann sein Gehalt gekürzt werden. Die Imame führen aber in der Regel mit den Attachés eine eher kollegiale Beziehung und werden von ihnen bei verschiedenen Fragen beraten. Wichtig für den Erfolg ihrer Arbeit vor Ort ist auch eine gute Beziehung zum Vereinsvorstand der Gemeinde, der sie zugeordnet wurden. Wenn es zu Problemen in der Zusammenarbeit mit den Gemeinden kommt, so haben die Attachés die Aufgabe, diese zu lösen. Seit 2009 haben die DİTİB-Imame auch Funktionen in der rechtlichen Struktur der DİTİB: Sie wählen den Religionsrat des Dachverbands und können für den Religiösen Beirat und auch für andere Posten im Landesverband kandidieren, da sie ordentliche Mitglieder darin sind. Allerdings sind sie nicht Teil der rechtlichen Struktur der DİTİB-Gemeinden.
Insgesamt entsendet die Türkei jährlich ungefähr 120 Imame nach Deutschland. Für eine Entsendung müssen Anwärter entweder ein Theologiestudium oder ein vierjähriges Studium nach Absolvierung einer İmam-Hatip-Schule sowie mehrjährige Berufserfahrung nachweisen. Für die Imame, die nach Deutschland entsandt werden sollen, veranstaltet das Diyanet-Präsidium ein mehrmonatiges Ausbildungsprogramm, das auch deutschen Sprachunterricht im Umfang von 260 Stunden einschließt. Das Diyanet-Präsidium arbeitet dafür seit 2002 mit dem Goethe-Institut und der Deutschen Botschaft in Ankara zusammen. Für alle diejenigen, die die Prüfung bestanden haben, stellt das Diyanet-Präsidium einen Antrag auf ein deutsches Visum. Die Aufenthaltsgenehmigung wird in der Regel erteilt, wenn die Personen ausschließlich in der Seelsorge tätig werden wollen und eine Berufsausübungsbefähigung vom Diyanet-Präsidium vorweisen können. Die Imame können ihren Einsatzort nicht selbst aussuchen, aber Präferenzen angeben.

## Institute zur Imam-Ausbildung

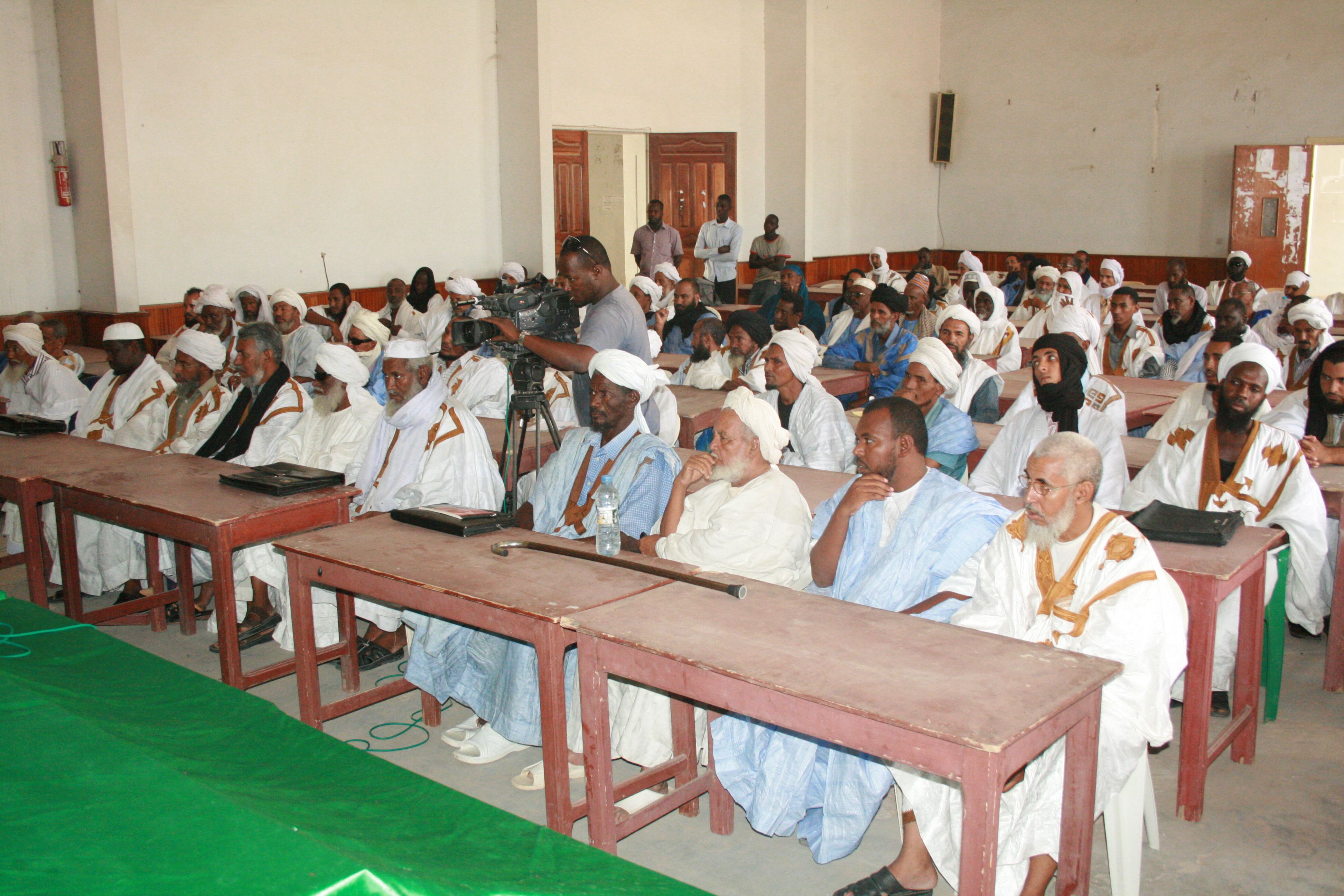
Imame in Mauretanien, die sich einer staatlichen Weiterbildung unterziehen

In der Türkei erfolgt die Ausbildung von Imamen schon seit den 1950er Jahren in İmam-Hatip-Schulen. In Österreich bildet die Islamische Religionspädagogische Akademie in Wien seit 1998 in einem dreijährigen Diplom-Lehrgang Imame mit finanzieller Unterstützung des Staates aus. In Österreich ist der Islam als öffentliche Körperschaft anerkannt. Ziel ist, dass ausschließlich im Land ausgebildete Imame in den Moscheen predigen und so auch eine bessere Kontrolle über die Predigtinhalte möglich wird.
Marokko gründete im März 2015 als internationale Ausbildungsstätte für Imame das Institut Mohammed VI de Formation des Imams, des Morchidines et des Morchidates („König-Mohammed-VI-Institut für die Ausbildung von Imamen sowie spirituellen Beratern und Beraterinnen“). Dieses Institut hat die Aufgabe, Imame aus Marokko, der arabischen Welt, Afrika und Europa zu schulen, gestützt auf die aschʿaritische Glaubenslehre und malikitische Rechtsschule. Der marokkanische Staat betrachtet das Institut als „Teil einer integrierten Strategie, die darauf abzielt, den neuen Generationen von Imamen und Predigern die Werte des gemäßigten Islam zu vermitteln“ und „als Schutzwall gegen alle Formen des Extremismus“.
In Deutschland sind derzeit keine Berufsausbildung und kein Studium erforderlich, um den Beruf eines Imams auszuüben. 2010 schlug jedoch der Wissenschaftsrat in seinen Empfehlungen zur Weiterentwicklung von Theologien und religionsbezogenen Wissenschaften an deutschen Hochschulen die Gründung von Zentren bzw. Instituten für islamisch-theologische Studien vor. Diese sollten auch zur Ausbildung von Imamen dienen. Das im Rahmen dieser Initiative gegründete Institut für Islamische Theologie an der Universität Osnabrück bildete zwischen 2010 und 2018 in einem zweisemestrigen berufsbegleitenden Programm insgesamt ca. 150 Männer und Frauen als Imame bzw. Seelsorgerinnen weiter. Innerhalb dieser Fortbildung sollten den Imamen interkulturelle und pädagogische Kompetenzen sowie Wissen in den Themenfeldern „Politik und Gesellschaft, Gemeindepädagogik und Sprache“ vermittelt werden.
Der 2017 geschlossene Koalitionsvertrag von SPD und CDU sah vor, aufbauend auf diesen Imam-Weiterbildungsangeboten eine „grundständige Imam-Ausbildung“ an der Universität Osnabrück einzurichten. Dies wurde Ende 2019 mit der Gründung des Islamkollegs Deutschland, der ersten staatlich geförderten Ausbildungsstätte für Imame in Deutschland umgesetzt. Die Eröffnung des Instituts, das von verschiedenen muslimischen Gemeindeverbänden, Theologen, Wissenschaftlern und muslimischen Personen des öffentlichen Lebens getragen wird, erfolgte bei einem Festakt im Juni 2021. Zum ersten wissenschaftlichen Direktor wurde Bülent Uçar ernannt. Die Ausbildung erfolgt auf Deutsch, ist verbandsübergreifend und unabhängig. Im September 2023 erhielten erstmals 26 Absolventen ihr Zertifikat, doch bieten sich ihnen bisher kaum Anstellungsmöglichkeiten, weil die meisten Moscheevereine über nur geringe finanzielle Mittel verfügen.